# Жешувский повет
Жешувский повет (пол. Powiat rzeszowski) — повет (район) в Польше, входит как административная единица в Подкарпатское воеводство. Центр повета — город Жешув (в состав повета не входит). Занимает площадь 1218,8 км². Население — 166 883 человека (на 30 июня 2015 года).

## Административное деление
- города: Дынув, Блажова, Богухвала, Глогув-Малопольский, Соколув-Малопольски, Тычин
- городские гмины: Дынув
- городско-сельские гмины: Гмина Блажова, Гмина Богухвала, Гмина Глогув-Малопольский, Гмина Соколув-Малопольски, Гмина Тычин
- сельские гмины: Гмина Хмельник, Гмина Дынув, Гмина Хыжне, Гмина Камень, Гмина Красне, Гмина Любеня, Гмина Свильча, Гмина Тшебовниско

## Демография
Население повета дано на 30 июня 2015 год.
| Перепись            | Всего   | Мужчины | Женщины |
| ------------------- | ------- | ------- | ------- |
| Всего               | 166 883 | 82 392  | 84 491  |
| Городское население | 28 161  | 13 751  | 14 410  |
| Сельское население  | 138 722 | 68 641  | 70 081  |